# Honey (I’m in Love with You)
Honey (I’m in Love with You) ist ein Popsong, den Seymour Simons, Haven Gillespie und Richard A. Whiting verfassten und 1928 veröffentlichten.

## Hintergrund
Das Lied des Songwriter-Teams Seymour, Gillespie und Whiting wurde vor allem durch die Plattenaufnahme von Rudy Vallée & His Connecticut Yankees (Victor 21869) populär, der mit dem Song in den Vereinigten Staaten einen Nummer-eins-Hit hatte. Das in als moderater Foxtrott in F-Dur in der Form ABA'C geschriebene Lied hat einen 16-taktigen Refrain, vor allem bestehend aus punktierten Viertel- und Achtelnoten.

## Erste Aufnahmen und spätere Coverversionen
Zu den Musikern, die den Song ab 1927 coverten, gehörten Ben Selvin (Columbia, mit Larry Murphy, Gesang), das Orquesta Los Clevelanders (Brunswick 40802), Elsie Carlisle (Dominion 215), Arthur Godfrey (Columbia C-1996), Hal Kemp (OKeh), Irving Mills (Perfect), Smith Ballew (OKeh), die California Rambers (Edison, mit Ed Kirkeby, Gesang), in Berlin Ben Berlin, in London Cecil und Leslie Norman sowie Philip Lewis.
Der Diskograf Tom Lord listet im Bereich des Jazz insgesamt 71 (Stand 2015) Coverversionen, u. a. von Claude Hopkins, Andy Kirk/Pha Terrell, Nat King Cole, Charlie and His Orchestra, Georgie Auld, Dinah Shore, Kay Starr/Ben Pollack, The Ravens, Mary Osborne, Red Nichols, Sarah Vaughan, Charlie Ventura, Kai Winding und Margaret Whiting. Honey fand auch Verwendung in dem Film Her Highness and the Bellboy (1945, Regie Richard Thorpe).